# Lista de episódios de Legends of Tomorrow
A seguir se apresenta a lista de episódios de Legends of Tomorrow, uma série de televisão na qual apresenta Rip Hunter, um Mestre do Tempo que viaja 150 anos no passado e seleciona um time de heróis e bandidos para parar uma ameaça iminente. Legends of Tomorrow é uma série de drama, aventura, ação e ficção científica transmitida no canal de televisão The CW nos Estados Unidos. Desenvolvida por Marc Guggenheim, a série é gravada em Vancouver, Colúmbia Britânica, no Canadá. O elenco principal da série é constituído por diversos atores. Eles são: Arthur Darvill, Victor Garber, Brandon Routh, Caity Lotz, Franz Drameh, Amy Pemberton, Dominic Purcell, Wentworth Miller e Maisie Richardson-Sellers, que respectivamente interpretam Rip Hunter, Martin Stein, Ray Palmer, Sara Lance, Jefferson Jackson, Gideon, Mick Rory, Leonard Snart e Amaya Jiwe / Vixen.
O primeiro episódio, "Pilot, Part 1", foi emitido na noite de 21 de janeiro de 2016 e foi assistido por 3.21 milhões de telespectadores, um número ótimo para uma estreia de série. Os episódios seguintes também não decepcionaram a nível de audiência. No dia 11 de março de 2016, a emissora The CW garantiu a série uma renovação para uma segunda temporada. Um dos fatores que deram um ótimo reconhecimento para a série foi a ampla aclamação pela crítica especialista, uma vez que recebeu a avaliação de 58/100 do site agregador de arte Metacritic.

## Resumo
| Temporada | Temporada | Episódios | Episódios | Originalmente exibido | Originalmente exibido |
| Temporada | Temporada | Episódios | Episódios | Estreia da temporada  | Final da temporada    |
| --------- | --------- | --------- | --------- | --------------------- | --------------------- |
|           | 1         | 16        | 16        | 21 de janeiro de 2016 | 19 de maio de 2016    |
|           | 2         | 17        | 17        | 13 de outubro de 2016 | 4 de abril de 2017    |
|           | 3         | 18        | 18        | 10 de outubro de 2017 | 9 de abril de 2018    |
|           | 4         | 16        | 16        | 22 de outubro de 2018 | 20 de maio de 2019    |
|           | 5         | 16        | 16        | 12 de outubro de 2019 | 29 de março de 2020   |
|           | 6         | 15        | 15        | 2 de maio de 2021     | 5 de setembro de 2021 |
|           | 7         | 13        | 13        | 13 de outubro de 2021 | 2 de março de 2022    |

## Episódios

### 1ª temporada (2016)
| N.º na série | N.º na temp. | Título                                              | Dirigido por       | Escrito por                                                                             | Exibição original       | Audiência (milhões) |
| ------------ | ------------ | --------------------------------------------------- | ------------------ | --------------------------------------------------------------------------------------- | ----------------------- | ------------------- |
| 1            | 1            | "Pilot, Part 1" "(Piloto, Parte 1)" (BR)            | Glen Winter        | Greg Berlanti & Marc Guggenheim & Andrew Kreisberg & Phil Klemmer                       | 21 de janeiro de 2016   | 3.21                |
| 2            | 2            | "Pilot, Part 2" "(Piloto, Parte 2)" (BR)            | Glen Winter        | Phil Klemmer & Marc Guggenheim e Greg Berlanti & Andrew Kreisberg                       | 28 de janeiro de 2016   | 2.89                |
| 3            | 3            | "Blood Ties" "(Laços de Sangue)" (BR)               | Dermott Downs      | Marc Guggenheim & Chris Fedak                                                           | 4 de fevereiro de 2016  | 2.32                |
| 4            | 4            | "White Knights" "(Cavaleiros Brancos)" (BR)         | Antonio Negret     | Sarah Nicole Jones & Phil Klemmer                                                       | 7 de fevereiro de 2016  | 2.39                |
| 5            | 5            | "Fail-Safe" "(Segurança-Falha)" (BR)                | Dermott Downs      | Beth Schwartz & Grainne Godfree                                                         | 18 de fevereiro de 2016 | 2.25                |
| 6            | 6            | "Star City 2046" "(Star City 2046)" (BR)            | Steve Shill        | Marc Guggenheim & Ray Utarnachitt                                                       | 25 de fevereiro de 2016 | 2.47                |
| 7            | 7            | "Marooned" "(Abandonados)" (BR)                     | Gregory Smith      | Anderson Mackenzie & Phil Klemmer                                                       | 3 de março de 2016      | 2.28                |
| 8            | 8            | "Night of the Hawk" "(A Noite do Gavião)" (BR)      | Joe Dante          | Sarah Nicole Jones & Cortney Norris                                                     | 10 de março de 2016     | 2.01                |
| 9            | 9            | "Left Behind" "(Deixados Para Trás)" (BR)           | John F. Showalter  | Beth Schwartz & Grainne Godfree                                                         | 31 de março de 2016     | 1.97                |
| 10           | 10           | "Progeny" "(Descendência)" (BR)                     | David Geddes       | Phil Klemmer & Marc Guggenheim                                                          | 7 de abril de 2016      | 1.88                |
| 11           | 11           | "The Magnificent Eight" "(Os Oito Magníficos)" (BR) | Thor Freudenthal   | História por : Greg Berlanti & Marc Guggenheim Roteiro por : Marc Guggenheim            | 12 de abril de 2016     | 1.98                |
| 12           | 12           | "Last Refuge" "(Último Refúgio)" (BR)               | Rachel Talalay     | Chris Fedak & Matthew Maala                                                             | 21 de abril de 2016     | 1.78                |
| 13           | 13           | "Leviathan" "(Leviatã)" (BR)                        | Gregory Smith      | Sarah Nicole Jones & Ray Utarnachitt                                                    | 28 de abril de 2016     | 1.86                |
| 14           | 14           | "River of Time" "(Rio do Tempo)" (BR)               | Alice Troughton    | Cortney Norris & Anderson Mackenzie                                                     | 5 de maio de 2016       | 1.63                |
| 15           | 15           | "Destiny" "(Destino)" (BR)                          | Olatunde Osunsanmi | História por : Marc Guggenheim Roteiro por : Phil Klemmer & Chris Fedak                 | 12 de maio de 2016      | 1.89                |
| 16           | 16           | "Legendary" "(Lendários)" (BR)                      | Dermott Downs      | História por : Greg Berlanti & Chris Fedak Roteiro por : Phil Klemmer & Marc Guggenheim | 19 de maio de 2016      | 1.85                |

### 2ª temporada (2016–17)
| N.º na série | N.º na temp. | Título                                                                      | Dirigido por     | Escrito por                                                                             | Exibição original       | Audiência (milhões) |
| ------------ | ------------ | --------------------------------------------------------------------------- | ---------------- | --------------------------------------------------------------------------------------- | ----------------------- | ------------------- |
| 17           | 1            | "Out of Time" "(Fora do Tempo)" (BR)                                        | Dermott Downs    | História por : Greg Berlanti & Chris Fedak Roteiro por : Marc Guggenheim & Phil Klemmer | 13 de outubro de 2016   | 1.82                |
| 18           | 2            | "The Justice Society of America" "(A Sociedade de Justiça da América)" (BR) | Michael Grossman | Chris Fedak & Sarah Nicole Jones                                                        | 20 de outubro de 2016   | 1.80                |
| 19           | 3            | "Shogun" "(Shogun)" (BR)                                                    | Kevin Tancharoen | Phil Klemmer & Grainne Godfree                                                          | 27 de outubro de 2016   | 1.75                |
| 20           | 4            | "Abominations" "(Aberrações)" (BR)                                          | Michael Allowitz | Marc Guggenheim & Ray Utarnachitt                                                       | 3 de novembro de 2016   | 1.75                |
| 21           | 5            | "Compromised" "(Comprometidos)" (BR)                                        | David Geddes     | Keto Shimizu & Grainne Godfree                                                          | 10 de novembro de 2016  | 1.77                |
| 22           | 6            | "Outlaw Country" "(País Fora de Lei)" (BR)                                  | Cherie Nowlan    | Matthew Maala & Chris Fedak                                                             | 17 de novembro de 2016  | 1.85                |
| 23           | 7            | "Invasion!" "(Invasão!)" (BR)                                               | Gregory Smith    | História por : Greg Berlanti Roteiro por : Phil Klemmer & Marc Guggenheim               | 1 de dezembro de 2016   | 3.39                |
| 24           | 8            | "The Chicago Way" "(O Caminho de Chicago)" (BR)                             | Ralph Hemecker   | Sarah Nicole Jones & Ray Utarnachitt                                                    | 8 de dezembro de 2016   | 2.00                |
| 25           | 9            | "Raiders of the Lost Art" "(Os Caçadores da Arte Perdida)" (BR)             | Dermott Downs    | Keto Shimizu & Chris Fedak                                                              | 24 de janeiro de 2017   | 1.74                |
| 26           | 10           | "The Legion of Doom" "(A Legião do Mal)" (BR)                               | Eric Laneuville  | Phil Klemmer & Marc Guggenheim                                                          | 31 de janeiro de 2017   | 1.78                |
| 27           | 11           | "Turncoat" "(Renegado)" (BR)                                                | Alice Troughton  | Grainne Godfree & Matthew Maala                                                         | 7 de fevereiro de 2017  | 1.77                |
| 28           | 12           | "Camelot/3000" "(Camelot/3000)" (BR)                                        | Antonio Negret   | Anderson Mackenzie                                                                      | 21 de fevereiro de 2017 | 1.64                |
| 29           | 13           | "Land of the Lost" "(A Terra dos Perdidos)" (BR)                            | Ralph Hemecker   | Keto Shimizu & Ray Utarnachitt                                                          | 7 de março de 2017      | 1.54                |
| 30           | 14           | "Moonshot" "(Vôo à Lua)" (BR)                                               | Kevin Mock       | Grainne Godfree                                                                         | 14 de março de 2017     | 1.34                |
| 31           | 15           | "Fellowship of the Spear" "(Irmandade da Lança)" (BR)                       | Ben Bray         | Keto Shimizu & Matthew Maala                                                            | 21 de março de 2017     | 1.72                |
| 32           | 16           | "Doomworld" "(Mundo do Mal)" (BR)                                           | Mairzee Almas    | Ray Utarnachitt & Sarah Hernandez                                                       | 28 de março de 2017     | 1.59                |
| 33           | 17           | "Aruba" "(Aruba)" (BR)                                                      | Rob Seidenglanz  | Phil Klemmer & Marc Guggenheim                                                          | 4 de abril de 2017      | 1.52                |

### 3ª temporada (2017–18)
| N.º na série | N.º na temp. | Título                                                                     | Dirigido por       | Escrito por                                                                                 | Exibição original       | Audiência (milhões) |
| ------------ | ------------ | -------------------------------------------------------------------------- | ------------------ | ------------------------------------------------------------------------------------------- | ----------------------- | ------------------- |
| 34           | 1            | "Aruba-Con" "(Aruba-Con)" (BR)                                             | Rob Seidenglanz    | Phil Klemmer & Marc Guggenheim                                                              | 10 de outubro de 2017   | 1.71                |
| 35           | 2            | "Freakshow" "(O Show de Aberrações)" (BR)                                  | Kevin Tancharoen   | Keto Shimizu & Grainne Godfree                                                              | 17 de outubro de 2017   | 1.58                |
| 36           | 3            | "Zari" "(Zari)" (BR)                                                       | Mairzee Almas      | James Eagan & Ray Utarnachitt                                                               | 24 de outubro de 2017   | 1.43                |
| 37           | 4            | "Phone Home" "(O Telefone de Casa)" (BR)                                   | Kevin Mock         | Matthew Maala                                                                               | 31 de outubro de 2017   | 1.38                |
| 38           | 5            | "Return of the Mack" "(O Retorno do Mack)" (BR)                            | Alexandra La Roche | Grainne Godfree & Morgan Faust                                                              | 7 de novembro de 2017   | 1.52                |
| 39           | 6            | "Helen Hunt" "(Caça à Helena)" (BR)                                        | David Geddes       | Keto Shimizu & Ubah Mohamed                                                                 | 14 de novembro de 2017  | 1.53                |
| 40           | 7            | "Welcome to the Jungle" "(Bem-Vindos à Selva)" (BR)                        | Mairzee Almas      | Ray Utarnachitt & Tyron B. Carter                                                           | 21 de novembro de 2017  | 1.49                |
| 41           | 8            | "Crisis on Earth-X, Part 4" "(Crise na Terra-X, Parte 4)" (BR)             | Gregory Smith      | História por : Marc Guggenheim & Andrew Kreisberg Roteiro por : Phil Klemmer & Keto Shimizu | 28 de novembro de 2017  | 2.80                |
| 42           | 9            | "Beebo the God of War" "(Beebo, o Deus da Guerra)" (BR)                    | Kevin Mock         | Grainne Godfree & James Eagan                                                               | 5 de dezembro de 2017   | 1.61                |
| 43           | 10           | "Daddy Darhkest" "(Papai Darhk)" (BR)                                      | Dermott Downs      | Keto Shimizu & Matthew Maala                                                                | 12 de fevereiro de 2018 | 1.51                |
| 44           | 11           | "Here I Go Again" "(Lá Vou Eu de Novo)" (BR)                               | Ben Bray           | Ray Utarnachitt & Morgan Faust                                                              | 19 de fevereiro de 2018 | 1.40                |
| 45           | 12           | "The Curse of the Earth Totem" "(A Maldição do Totem da Terra)" (BR)       | Chris Tammaro      | Grainne Godfree & Ubah Mohamed                                                              | 26 de fevereiro de 2018 | 1.51                |
| 46           | 13           | "No Country for Old Dads" "(Onde os Pais Não Tem Vez)" (BR)                | Viet Nguyen        | Keto Shimizu & James Eagan                                                                  | 5 de março de 2018      | 1.19                |
| 47           | 14           | "Amazing Grace" "(A Incrível Graça)" (BR)                                  | David Geddes       | Matthew Maala & Tyron B. Carter                                                             | 12 de março de 2018     | 1.26                |
| 48           | 15           | "Necromancing the Stone" "(Necromando a Pedra)" (BR)                       | April Mullen       | Grainne Godfree & Morgan Faust                                                              | 19 de março de 2018     | 1.25                |
| 49           | 16           | "I, Ava" "(Eu, Ava)" (BR)                                                  | Dean Choe          | Ray Utarnachitt & Daphne Miles                                                              | 26 de março de 2018     | 1.28                |
| 50           | 17           | "Guest Starring John Noble" "(John Noble como Ator Convidado)" (BR)        | Ralph Hemecker     | Keto Shimizu & James Eagan                                                                  | 2 de abril de 2018      | 1.23                |
| 51           | 18           | "The Good, the Bad, and the Cuddly" "(O Bonzinho, o Mau e o Fofinho)" (BR) | Dermott Downs      | Marc Guggenheim & Phil Klemmer                                                              | 9 de abril de 2018      | 1.41                |

### 4ª temporada (2018–19)
| N.º na série | N.º na temp. | Título                                                                             | Dirigido por       | Escrito por                       | Exibição original      | Audiência (milhões) |
| ------------ | ------------ | ---------------------------------------------------------------------------------- | ------------------ | --------------------------------- | ---------------------- | ------------------- |
| 52           | 1            | "The Virgin Gary" "(O Virgem Gary)" (BR)                                           | Gregory Smith      | Phil Klemmer & Grainne Godfree    | 22 de outubro de 2018  | 1.00                |
| 53           | 2            | "Witch Hunt" "(Caça às Bruxas)" (BR)                                               | Kevin Mock         | Keto Shimizu & Matthew Maala      | 29 de outubro de 2018  | 0.94                |
| 54           | 3            | "Dancing Queen" "(A Rainha da Dança)" (BR)                                         | Kristin Windell    | James Eagan & Morgan Faust        | 5 de novembro de 2018  | 0.86                |
| 55           | 4            | "Wet Hot American Bummer" "(Chatice Americana Quente e Molhada)" (BR)              | David Geddes       | Ray Utarnachitt & Tyron B. Carter | 12 de novembro de 2018 | 0.90                |
| 56           | 5            | "Tagumo Attacks!!!" "(Tagumo Ataca!!!)" (BR)                                       | Alexandra La Roche | Keto Shimizu & Ubah Mohamed       | 19 de novembro de 2018 | 0.91                |
| 57           | 6            | "Tender Is the Nate" "(Suave como o Nate)" (BR)                                    | Dean Choe          | Phil Klemmer & Matthew Maala      | 26 de novembro de 2018 | 0.97                |
| 58           | 7            | "Hell No, Dolly!" "(De Jeito Nenhum, Boneco!)" (BR)                                | April Mullen       | Grainne Godfree & Morgan Faust    | 3 de dezembro de 2018  | 0.93                |
| 59           | 8            | "Legends of To-Meow-Meow" "(Lendas do A-Miau-Miau)" (BR)                           | Ben Bray           | James Eagan & Ray Utarnachitt     | 10 de dezembro de 2018 | 1.10                |
| 60           | 9            | "Lucha de Apuestas" "(Lucha de Apuestas)" (BR)                                     | Andrew Kasch       | Keto Shimizu & Tyron B. Carter    | 1 de abril de 2019     | 0.92                |
| 61           | 10           | "The Getaway" "(A Fuga)" (BR)                                                      | Viet Nguyen        | Matthew Maala & Ubah Mohamed      | 8 de abril de 2019     | 0.95                |
| 62           | 11           | "Séance and Sensibility" "(Sessão Espírita e Sensibilidade)" (BR)                  | Alexandra La Roche | Grainee Godfree & Jackie Canino   | 15 de abril de 2019    | 0.98                |
| 63           | 12           | "The Eggplant, the Witch & the Wardrobe" "(A Berinjela, a Bruxa & o Armário)" (BR) | Mairzee Almas      | Morgan Faust & Daphne Miles       | 22 de abril de 2019    | 0.85                |
| 64           | 13           | "Egg MacGuffin" "(Egg MacGuffin)" (BR)                                             | Chris Tammaro      | James Eagan & Tyron B. Carter     | 29 de abril de 2019    | 0.91                |
| 65           | 14           | "Nip/Stuck" "(Nip/Stuck)" (BR)                                                     | David A. Geddes    | Ray Utarnachitt & Matthew Maala   | 6 de maio de 2019      | 0.94                |
| 66           | 15           | "Terms of Service" "(Termos de Serviço)" (BR)                                      | April Mullen       | Grainne Godfree & Ubah Mohamed    | 13 de maio de 2019     | 0.99                |
| 67           | 16           | "Hey, World!" "(Ei, Mundo!)" (BR)                                                  | Kevin Mock         | Phil Klemmer & Keto Shimizu       | 20 de maio de 2019     | 1.05                |

### 5ª temporada (2020)
| Especial  |    |                                                                                     |                    |                                                                            |                         |      |
| 68        | -  | "Crisis on Infinite Earths: Part Five" "(Crise nas Infinitas Terras, Parte 5)" (BR) | Gregory Smith      | Keto Shimizu & Ubah Mohamed                                                | 14 de janeiro de 2020   | 1.35 |
| Temporada |    |                                                                                     |                    |                                                                            |                         |      |
| 69        | 1  | "Meet the Legends" "(Conheçam as Lendas)" (BR)                                      | Kevin Mock         | Grainne Godfree & James Eagan                                              | 21 de janeiro de 2020   | 0.72 |
| 70        | 2  | "Miss Me, Kiss Me, Love Me" "(Senhorita Me Ame, Me Beije)" (BR)                     | David Geddes       | Ray Utarnachitt                                                            | 4 de fevereiro de 2020  | 0.77 |
| 71        | 3  | "Slay Anything" "(Mate Qualquer Coisa)" (BR)                                        | Alexandra La Roche | Matthew Maala & Tyron B Carter                                             | 11 de fevereiro de 2020 | 0.74 |
| 72        | 4  | "A Head of Her Time" "(A Cabeça de Seu Tempo)" (BR)                                 | Avi Youabian       | Morgan Faust                                                               | 18 de fevereiro de 2020 | 0.72 |
| 73        | 5  | "Mortal Khanbat" "(Khanbat Mortal)" (BR)                                            | Caity Lotz         | Grainne Godfree & Mark Bruner                                              | 25 de fevereiro de 2020 | 0.74 |
| 74        | 6  | "Mr. Parker's Cul-De-Sac" "(Rua Sem Saída do Senhor Parker)" (BR)                   | Ben Bray           | Keto Shimizu & James Eagan                                                 | 10 de março de 2020     | 0.73 |
| 75        | 7  | "Romeo v Juliet: Dawn of Justness" "(Romeu vs. Julieta: A Origem da Justiça)" (BR)  | Alexandra La Roche | Ray Utarnachitt & Matthew Maala                                            | 17 de março de 2020     | 0.67 |
| 76        | 8  | "Zari, Not Zari" "(Não, Zari Não)" (BR)                                             | Kevin Mock         | Morgan Faust & Tyron Carter                                                | 21 de abril de 2020     | 0.65 |
| 77        | 9  | "The Great British Fake-Off" "(A Grande Falsificação Britânica)" (BR)               | David Geddes       | Jackie Canino                                                              | 28 de abril de 2020     | 0.69 |
| 78        | 10 | "Ship Broken" "(Navio Quebrado)" (BR)                                               | Andi Armaganian    | James Eagan & Mark Bruner                                                  | 5 de maio de 2020       | 0.72 |
| 79        | 11 | "Freaks and Greeks" "(Geeks & Anormais)" (BR)                                       | Nico Sachse        | Matthew Maala e Ubah Mohammed                                              | 12 de maio de 2020      | 0.66 |
| 80        | 12 | "I Am Legends" "(Eu Sou Lendas)" (BR)                                               | Andrew Kasch       | História por : Ray Utarnachitt Roteiro por : Leah Pouillot & Emily Cheever | 19 de maio de 2020      | 0.80 |
| 81        | 13 | "The One Where We're Trapped On TV" "(Aquele Em Que Estamos Presos na TV)" (BR)     | Marc Guggenheim    | Grainne Godfree & James Eagan                                              | 26 de maio de 2020      | 0.76 |
| 82        | 14 | "Swan Thong" "(Tanga de Cisne)" (BR)                                                | Kevin Mock         | Keto Shimizu & Morgan Faust                                                | 2 de junho de 2020      | 0.73 |

### 6ª temporada (2021)
| N.º na série | N.º na temp. | Título                         | Dirigido por              | Escrito por                                | Exibição original     | Cód. de produção | Audiência (milhões) |
| ------------ | ------------ | ------------------------------ | ------------------------- | ------------------------------------------ | --------------------- | ---------------- | ------------------- |
| 83           | 1            | "Ground Control to Sara Lance" | Kevin Mock                | James Eagan & Mark Bruner                  | 2 de maio de 2021     | T13.22551        | 0.44                |
| 84           | 2            | "Meat: The Legends"            | Rachel Talalay            | Matthew Maala & Morgan Faust               | 9 de maio de 2021     | T13.22552        | 0.47                |
| 85           | 3            | "The Ex-Factor"                | David A. Geddes           | Grainne Godfree & Tyron B. Carter          | 16 de maio de 2021    | T13.22553        | 0.38                |
| 86           | 4            | "Bay of Squids"                | Sudz Sutherland           | Phil Klemmer                               | 23 de maio de 2021    | T13.22554        | 0.42                |
| 87           | 5            | "The Satanist's Apprentice"    | Caity Lotz                | Keto Shimizu & Ray Utarnachitt             | 6 de junho de 2021    | T13.22555        | 0.42                |
| 88           | 6            | "Bishop's Gambit"              | Kevin Mock                | James Eagan & Emily Cheever                | 13 de junho de 2021   | T13.22556        | 0.41                |
| 89           | 7            | "Back to the Finale Part II"   | Glen Winter               | Morgan Faust & Mark Bruner                 | 20 de junho de 2021   | T13.22557        | 0.45                |
| 90           | 8            | "Stressed Western"             | David Ramsey              | Matthew Maala                              | 27 de junho de 2021   | T13.22558        | 0.44                |
| 91           | 9            | "This is Gus"                  | Eric Dean Seaton          | Tyron B. Carter                            | 11 de julho de 2021   | T13.22559        | TBA                 |
| 92           | 10           | "Bad Blood"                    | Alexandra La Roche        | Grainne Godfree                            | 18 de julho de 2021   | T13.22560        | TBA                 |
| 93           | 11           | "The Final Frame"              | Jes Macallan              | James Eagan & Ray Utarnachitt              | 8 de agosto de 2021   | T13.22561        | TBA                 |
| 94           | 12           | "Bored On Board Onboard"       | Harry Jierjian            | Keto Shimizu & Leah Poulliot               | 15 de agosto de 2021  | T13.22562        | TBA                 |
| 95           | 13           | "Silence of the Sonograms"     | Nico Sachse               | Phil Klemmer & Morgan Faust                | 22 de agosto de 2021  | T13.22563        | TBA                 |
| 96           | 14           | "There Will Be Brood"          | Maisie Richardson-Sellers | Ray Utarnachitt & Marcelena Campos Mayhorn | 29 de agosto de 2021  | T13.22564        | TBA                 |
| 97           | 15           | "The Fungus Amongus"           | David Geddes              | Keto Shimizu & James Eagan                 | 5 de setembro de 2021 | T13.22565        | TBA                 |

7ª Temporada (2021)
| Nº na série | Nº na temporada | Titulo                                            | Dirigido por              | Escrito por                             | Exibição Original       | Exibição Brasil        |
| ----------- | --------------- | ------------------------------------------------- | ------------------------- | --------------------------------------- | ----------------------- | ---------------------- |
| 98          | 1               | "As Loiras Fatais"                                | Kevin Mock                | James Eagan e Ray Utarnachitt           | 13 de outubro de 2021   | 31 de outubro de 2021  |
| 99          | 2               | "Precisamos do Speed"                             | Alexanda La Roche         | Morgan Faust e Marcelena Campos Mayhorn | 20 de outubro de 2021   | 7 de novembro de 2021  |
| 100         | 3               | "waverider_erro_100 Gideon não encontrada"        | Caity Lotz                | Phil Klemmer e Matthew Maala            | 27 de outubro de 2021   | 14 de novembro de 2021 |
| 101         | 4               | "Fala fácil, Faz isso"                            | Kristin Windell           | Keto Shimizu e Emily Cheever            | 3 de novembro de 2021   | 21 de novembro de 2021 |
| 102         | 5               | "É um Cientista louco, louco, louco"              | Andrew Kasch              | Paiman Kalayeh e Mark Bruner            | 10 de novembro de 2021  | 28 de novembro de 2021 |
| 103         | 6               | "Deus Ex Latrina"                                 | Nico Sachse               | Ray Utarnachitt e Mercedes Valle        | 17 de novembro de 2021  | 5 de dezembro de 2021  |
| 104         | 7               | "O lugar de uma Mulher é se Esforçando na Guerra" | Glen Winter               | Morgan Faust e Leah Poulliot            | 24 de novembro de 2021  | 12 de dezembro de 2021 |
| 105         | 8               | "Androide Paranoico"                              | David Geddes              | Phil Klemmer e Marcelena Campos Mayhorn | 12 de janeiro de 2022   | 30 de janeiro de 2022  |
| 106         | 9               | "Mínimo Denominador Comum"                        | Eric Dean Seaton          | James Eagan e Emily Cheever             | 19 de janeiro de 2022   | 6 de fevereiro de 2022 |
| 107         | 10              | "The Fixed Point"                                 | Maisie Richardson-Sellers | Matthew Maala e Paiman Kalayeh          | 26 de janeiro de 2022   | Para ser anunciado...  |
| 108         | 11              | "Rage Against The Machines"                       | Jes Macallan              | Mark Bruner e Mercedes Valle            | 2 de fevereiro de 2022  | Para ser anunciado...  |
| 109         | 12              | "Too Legit to Quit"                               | Sudz Sutherland           | Morgan Faust e Leah Poulliot            | 23 de fevereiro de 2022 | Para ser anunciado...  |
| 110         | 13              | "Knocked Down, Knocked Up"                        | Kevin Mock                | Phil Klemmer e Keto Shimizu             | 2 de março de 2022      | Para ser anunciado...  |